# 策
策 ，中国古代文体的一种，即臣下向皇帝陈述的意见，进献的谋略。
对策也是奏议的一个附类。在科举时期选举人才时常用考试答卷，由当时皇帝命题，应举的才子须将回答写入简策上。策也常与经一同出现在科举中，也因此合成“经策”。
另外，策也指赶马的竹棍。在黎族中，“策”也是一种传统乐器，即跳杵。

## 名篇
- 苏轼的《教战守策》

## 延伸阅读
[在维基数据编辑]
 《欽定古今圖書集成·理學彙編·文學典·策部》，出自陈梦雷《古今圖書集成》